# مصطفى نصر
مصطفى نصر (بالإنجليزية: Muṣṭafʹa Naṣr) هو أديب وروائي مصري سكندري ينحدر من أصول سوهاجية بالتحديد من مركز جهينة في صعيد مصر. عضو اتحاد كتاب مصر وعضو نادي القصة بالقاهرة وعضو هيئة الفنون والآداب والعلوم الاجتماعية بالإسكندرية. مارس الكتابة الدرامية لإذاعة الإسكندرية لسنوات عديدة. نشر قصصا وسيناريوهات للأطفال في العديد من المجلات مثل: «العربي الصغير» و«براعم الإيمان» و«علاء الدين» و«قطر الندى» و«ماجد».

## أعماله الروائية

### الروايات والمجموعات القصصية
| الاسم                 | النوع        | الناشر - سنة الإصدار                                                            | الملاحظات | المصادر |
| --------------------- | ------------ | ------------------------------------------------------------------------------- | --- | ------- |
| الصعود فوق جدار أملس  | رواية        | أقلام الصحوة 1977                                                               | | [ 4 ]   |
| الشركاء               | رواية        | مطبوعات مديرية الثقافة بالإسكندرية 1982                                         | | [ 4 ]   |
| الاختيار              | مجموعة قصصية | - طبعة أولى: مديرية الثقافة بالإسكندرية 1982 - طبعة ثانية: هيئة الكتاب 1986     | | [ 5 ]   |
| جبل ناعسة             | رواية        | - طبعة أولى: المجلس الأعلى للثقافة 1983 - طبعة ثانية: الهيئة العامة للكتاب 1993 | | [ 4 ]   |
| الجهينى               | رواية        | طبعة أولى: سلسلة المواهب 1984 طبعة ثانية: دار ومطابع المستقبل 1994              | تحولت روايته "الجهينى" إلى فيلم سينمائي. سيناريو وحوار مصطفى محرم، ومن إخراج علي عبد الخالق، ومن إنتاج مدينة الإنتاج الإعلامي. | [ 4 ]   |
| الهماميل              | رواية        | روايات الهلال 1988                                                              | ترجمت روايته "الهماميل" إلى اللغة الروسية، وترجم جزء منها إلى اللغة الفرنسية.                                                  | [ 4 ]   |
| شارع البير            | رواية        | أصوات أدبية 1995                                                                | | [ 4 ]   |
| النجعاوية             | رواية        | دار ومطابع المستقبل 1996                                                        | | [ 4 ]   |
| إسكندرية 67           | رواية        | هيئة الكتاب 1999                                                                | | [ 4 ]   |
| سوق عقداية            | رواية        | الملتقى المصرى للإبداع 1999                                                     | |         |
| حفل زفاف في وهج الشمس | مجموعة قصصية | مختارات فصول 1999                                                               | | [ 6 ]   |
| ليالى الإسكندرية      | رواية        | دار الوفاء للنشر والتوزيع 2000                                                  | | [ 7 ]   |
| ليالي غربال           | رواية        | روايات الهلال 2002                                                              | | [ 4 ]   |
| وجــوه                | مجموعة قصصية | هيئة الكتاب بالاشتراك مع اتحاد الكتاب 2003                                      | | [ 6 ]   |
| ظمأ الليالي           | رواية        | - طبعة أولى: مطبوعات الكلمة المعاصرة 2000 - طبعة ثانية: مكتبة الأسرة 2003       | | [ 6 ]   |
| الطيور                | مجموعة قصصية | أصوات أدبية 2004                                                                | | [ 6 ]   |
| سينما الدرادو         | رواية        | الكتاب الفضي، سبتمبر 2006                                                       | | [ 8 ]   |

### أدب الأطفال
| الاسم             | النوع                | الناشر - سنة الإصدار       | الملاحظات | المصادر |
| ----------------- | -------------------- | -------------------------- | --------- | ------- |
| شدو البلابل       | مجموعة قصصية للأطفال | دار الهلال                 |           | [ 9 ]   |
| الشجرة الصغيرة    | مجموعة قصصية للأطفال | كتاب قطر الندى مارس 2007   |           | [ 9 ]   |
| قسط الشقة الجديدة | مجموعة قصصية         | كتاب قطر الندى - مارس 2015 |           | [ 9 ]   |
| وصية الملكة       | مجموعة قصصية         | كتاب قطر الندى يونيه 2013  |           | [ 9 ]   |

### قصص قصيرة
| الاسم              | النوع     | الناشر - سنة الإصدار | الملاحظات                                                       | المصادر |
| ------------------ | --------- | -------------------- | --------------------------------------------------------------- | ------- |
| الكابوس            | قصة قصيرة |                      | تحولت الي فيلم من إخراج أحمد رشوان. وعرض باسم: " الصباح التالي" | [ 10 ]  |
| بجوار الرجل المريض | قصة قصيرة |                      | تحولت الي فيلم من إخراج الممثلة دنيا                            |         |
| الزمن الصعب        | قصة قصيرة |                      | تحولت الي فيلم من إخراج طارق إبراهيم                            |         |
| البروفة            | قصة قصيرة |                      | تحولت الي فيلم من إخراج طارق إبراهيم                            |         |

## الجوائز
- حاصل على جائزة نادى القصة بالقاهرة عن مجموعته القصصية «وجوه» كأفضل مجموعة قصصية صدرت خلال عام 2003.

- حاصل على الجائزة الأولى في الرواية في مسابقة نادى القصة بالقاهرة عام 1983 عن رواية «الجهينى».[11]
- كرمته الهيئة المحلية لرعاية الفنون والآداب والعلوم الاجتماعية بالإسكندرية كرمز من رموز الإبداع في الإسكندرية، وذلك عام 2002.[11]

## الروابط الخارجية
- مصطفى نصر على موقع قاعدة بيانات الأفلام العربية